# Brainbombs
Brainbombs est un groupe de noise rock suédois, originaire de Hudiksvall, et formé en 1985. 

## Biographie
Ils se distinguent par leur son très répétitif, cacophonique, désaccordé et rauque ainsi que par l'utilisation de la trompette. Les thèmes abordés par le groupe sont très controversés, certaines des chansons décrivent des actes de viol, de torture et de meurtre, similaires aux écrits de l'auteur Peter Sotos, qui a été cité comme une influence pour le groupe. D'autres influences citées sont Chrome, James Chance et Whitehouse. Le nom du groupe vient d'une chanson de Punishment of Luxury.

## Membres

### Membres actuels
- Peter Råberg - chant
- Jonas Tiljander - guitare
- Drajan Bryngelsson - batterie
- Dan Rberg - trompette

### Anciens membres
- Lanchy Orre - guitare (1986—2007)

## Discographie

### Albums studio
- 1992 : Burning Hell LP / CD (Blackjack)
- 1994 : Genius and Brutality... Taste and Power LP/CD (Blackjack)
- 1995 : Obey CD (Releasing Eskimo / Slow Dance)
- 1999 : Urge to Kill CD (Load)
- 2008 : Fucking Mess LP (Lystring)
- 2013 : Disposal of a Dead Body 2xLP (Skrammel)[3]
- 2016 : Souvenirs LP (Skrammel)
- 2017 : Inferno LP (Skrammel)
- 2020 : Cold Case LP (Skrammel)

### Singles et EP
- 1989 : Jack the Ripper Lover (vinyle) (autoproduction)
- 1990 : Anne Frank (vinyle) (Big Brothel Communications)
- 1992 : It's a Burning Hell (Big Ball)
- 1994 : Live Action at ROCK ALL, Oslo (vinyle live) (Big Ball)
- 1995 : Anal Babes/Brainbombs (vinyle split) (Demolition Derby/Pit'sbull)
- 1999 : Macht (vinyle) (Gun Court/Wabana)
- 2003 : Cheap (vinyle) (Load)
- 2003 : Stigma of the Ripper (vinyle) (Tumult)
- 2004 : The Grinder (vinyle) (Ken Rock)
- 2006 : I Need Speed (vinyle) (Big Brothel Communications)
- 2007 : Stinking Memory (vinyle) (Anthem)
- 2009 : Substitute for the Flesh (vinyle) (Burning Hell)

### Compilation et albums live
- 1999 : Brainbombs (Load) (connu officieusement sous le nom de Singles Collection )
- 2007 : Brainbombs (Polly Maggoo) (connu officieusement sous le nom de Singles Collection II )
- 2008 : Live at Smålands Nation, Lund, Suède, 29 mai 1993 LP (Richie)